# Zinkiodid
Zinkiodid ist eine chemische Verbindung von Zink und Iod aus der Gruppe der Halogenide. Das weiße hygroskopische Pulver nimmt in feuchter Luft Wasser auf und zerfließt (geht in Lösung). An Luft reagiert es unter Freisetzung von Iod, so dass sich die Verbindung bzw. deren Lösung gelblich färbt.

## Gewinnung und Darstellung
Gewonnen werden kann Zinkiodid durch Reaktion von Zink mit Iod unter Wasserzusatz.
{\displaystyle \mathrm {Zn+I_{2}\rightarrow ZnI_{2}} }

## Eigenschaften
Zink(II)-iodid ist ein farbloser Feststoff, der löslich in Wasser, Ethanol, Ether, Aceton und Dioxan ist. Unterhalb von 0 °C kristallisiert aus der Lösung das Dihydrat aus. Beim Erhitzen an Luft erfolgt Zersetzung.
Die kristalline Struktur von Zink(II)-iodid ist ungewöhnlich. Sie bildet wie die anderen Zinkhalogenide (mit Ausnahme von Zinkfluorid) keine ionische Bindung, sondern eine kovalente Bindung aus und ist damit kein Salz im eigentlichen Sinne. Während die Zinkatome wie in Zinkchlorid tetraedisch koordiniert sind, bilden im Unterschied zu diesem jeweils vier an drei Ecken verbundene Tetraeder ein „Super-Tetraeder“ der Zusammensetzung (Zn4I10) und so eine entsprechende dreidimensionale Struktur. Diese „Super-Tetraeder“ ähneln der Struktur von Phosphorpentoxid P4O10. Molekulares Zink(II)-iodid ist laut VSEPR-Modell linear und hat einen Zn–I-Abstand von 238 pm.

## Verwendung
Da die Verbindung Röntgenstrahlung gut absorbiert, wird sie häufig als Kontrastmittel in der Röntgendiagnostik von Werkstoffen (Eindringen in beschädigtes Material) eingesetzt. Weiterhin wird sie als Schulchemikalie bei Versuchen zur Elektrolyse eingesetzt.
Durch diese Ausnutzung dieser Reaktion und ihrer Umkehrung ist auch der Aufbau eines Zink-Iod-Akkumulators möglich.